# Orzeł dla najlepszego producenta
Laureaci i nominowani do Orłów w kategorii najlepszy producent:

## Lata 1990-1999
| Rok  | Laureat                                           | Nominowani |
| ---- | ------------------------------------------------- | --- |
| 1998 | Dariusz Jabłoński - Zabić Sekala                  | - Filip Bajon - Farba - Iga Cembrzyńska - Złote runo - Tadeusz Chmielewski - U Pana Boga za piecem - Kazimierz Rozwałka - Historia kina w Popielawach - Dorota Kędzierzawska i Artur Reinhart - Nic - Michał Kwieciński - Kroniki domowe |
| 1999 | Jerzy Michaluk i Jerzy Hoffman - Ogniem i mieczem | - Juliusz Machulski - Dług - Juliusz Machulski - Tydzień z życia mężczyzny - Henryk Romanowski - Wojaczek - Lew Rywin - Pan Tadeusz |

## Lata 2000-2009
| Rok  | Laureat                                                                                        | Nominowani |
| ---- | ---------------------------------------------------------------------------------------------- | --- |
| 2000 | Krzysztof Zanussi i Iwona Ziułkowska - Życie jako śmiertelna choroba przenoszona drogą płciową | - Witold Adamek - Daleko od okna - Janusz Morgenstern i Paweł Mossakowski - Chłopaki nie płaczą - Janusz Morgenstern i Sławomir Rogowski - Duże zwierzę - Marian Terlecki - Prymas. Trzy lata z tysiąca |

## Ranking nominowanych
| Nominowany         | Liczba nominacji |
| ------------------ | ---------------- |
| Juliusz Machulski  | 2                |
| Janusz Morgenstern | 2                |